# 1709 Україна
1709 Украї́на (1709 Ukraina, 1925 QA) — астероїд головного поясу астероїдів, відкритий 16 серпня 1925 року Григорієм Шайном в Сімеїзькій обсерваторії. Названий на честь України. Номер обраний скоріше всього через те що  1709 року помер Іван Мазепа.